# Че Гевара
Ерне́сто Гева́ра де ла Серна (на испански: Ernesto Guevara) (14 юни 1928 – 9 октомври 1967), известен най-вече с псевдонима си Че Гевара (на испански: Che Guevara), е аржентински и кубински революционер, политик, лекар, дипломат, лидер на партизански движения в Латинска Америка и Африка, един от ръководителите на Кубинската революция.
След завземане на властта в Куба през 1959 година е назначен за комендант на крепостта Ла Кабаня и провежда там революционен трибунал, който екзекутира стотици служители на предишния режим, обвинени във военни престъпления. Създава трудово-възпитателни лагери. Заема важни постове в правителството на Куба – министър на промишлеността, президент на националната банка, деец на революционните въоръжени сили на Куба, дипломат. По същото време пише няколко теоретични труда за революцията и партизанската борба. Гевара играе ключова роля в доставянето в Куба на съветските балистични ракети с ядрено въоръжение, които предизвикват Кубинската ракетна криза през октомври 1962 г., довеждайки света до ръба на ядрена война.
През 1965 година се отказва от кубинското си гражданство и всичките си постове в държавата и заминава най-напред за Конго (Бразавил), а след това за Боливия, където се опитва да развие партизанска война и да разпали нови социални революции. След 2 години е заловен от боливийската армия с помощта на ЦРУ при специална военна операция и убит. Тленните му останки са открити едва след 30 години и са пренесени в Куба.
Че Гевара остава за партизанските движения по целия свят една от най-влиятелните фигури в историята – за него са написани биографии, спомени, книги, есета, песни и филми. Снимката му, направена от Алберто Корда, е обявявана за „най-известната фотография на Алберто Корда и символ на XX век“.

## Биография

### Детство и младежки години
Ернесто Гевара е роден в Росарио, Аржентина, на 14 юни 1928 година в сравнително заможно семейство от ирландско-испански аристократичен произход. Той е първото дете на Ернесто Гевара Линч и Селия де ла Серна. След него се раждат още две дъщери и двама сина, общо пет деца. Научава да говори свободно френски от майка си. Баща му го научава да играе шахмат и той се явява на турнири на 12-годишна възраст. Израства в среда с леви политически убеждения и от ранна възраст става известен с радикалните си разбирания. Когато е на две години, получава първия си пристъп на астма, която го преследва през целия му живот. Семейството му се премества да живее в Алта Грасия, провинция Кордоба, местност, известна със здравословния си климат. Въпреки тежките астматични пристъпи, Ернесто се занимава активно с множество спортове – плуване, футбол, голф и ръгби. Той е принуден да спазва диета и е подлаган на различни медицински лечения, но в същото време болестта го научава на дисциплина и самоконтрол. Поради агресивния си стил на игра получава прякора Fuser. Fuser е съкращение от Furibundo Serna, прякор, който самият Гевара си измисля, означаващ „яростният Серна“. Оттам приятелите му го съкращават на Fuser.
От малък се отличава със свободен и бунтовен дух и води дълги дискусии с учителите и родителите си. През младежките си години започва да се увлича по поезия и запазва тази любов до края на живота си. Чете Неруда, Лорка, Мистрал, а също така Верн, Фокнър, Кафка, Камю, Франс, Фрост, Киплинг, Карл Маркс, Владимир Ленин, Фридрих Енгелс, впечатлява го Ницше с идеята за смъртта, и идеите на Зигмунд Фройд за сънищата, либидото, до нарцисизма и Едиповия комплекс. Самият той започва да пише стихотворения. Друго негово увлечение е фотографията. На 17-годишна възраст проявява интерес към философията, дори започва да съставя свой философски речник. Любимите му предмети в училище включват философия, математика, политика, социология, история и археология.

### Образование
През 1948 година започва да учи медицина в Медицинския факултет на университета в Буенос Айрес. Известно време играе ръгби в първа дивизия, но се отказва по молба на баща си, който смята тази игра за опасна поради пристъпите му на астма. По това време Че се влюбва в момиче от високите слоеве на обществото и има намерение да се ожени за нея и създаде семейство. Тези му планове са осуетени поради противопоставянето на брака от страна на нейното семейство, което не одобрява антиконформистката натура на Че, както и поради новопоявилото се желание у самия Че към пътувания. През 1953 година, след като е приключил вече с пътешествията си, той получава медицинска диплома със специалност дерматология, но почти не практикува, защото отдава живота си на революционната борба.

### Пътешествия
Докато е студент в Буенос Айрес, той мечтае да пътува и опознае света, затова прекъсва на два пъти следването си и предприема няколко дълги пътешествия из Централна и Южна Америка, става свидетел на неправдата, бедността и стига до извода, че единственият изход за разрешаване на проблема със социалното неравенство е въоръжената революционна борба. Първата експедиция, която предприема, е през 1950 година и покрива 4500 километра (2800 мили) през селските райони на Северна Аржентина. Той извършва тази експедиция сам, на велосипед, на който инсталира малък мотор, марка „Cucchiolo“. Посещава свои приятели от детските години и най-бедните райони в Северна Аржентина. През 1951 година работи като парамедик към флотата, на петролен танкер, на който се качва за първи път на 8 февруари. С него той обикаля атлантическия бряг на Южна Америка, от Патагония до Тринидад и Тобаго, като посещава много пристанища на Бразилия и Венецуела.

#### Първо латиноамериканско пътешествие
През 1952 година Гевара осъществява първото си международно латиноамериканско пътешествие – изминава 8000 километра за девет месеца и обикаля голяма част от Южна Америка. Придружаван е от приятеля си Алберто Гранадо. Между 29 декември 1951 и юли 1952 година двамата обикалят Латинска Америка на любимия мотоциклет на Гранадо Norton 500cc, наречен гальовно и хумористично от него „La Poderosa II“ (означаващо „Мощният“, докато в действителност моторът се разваля често и съвсем не е мощен). И двамата водят дневници. Алберто Гранадо е на 30, а Ернесто – на 24 години. Прекарват известно време като доброволци сред болни от проказа в градчето Сан Пабло, Перу, разположено на река Амазонка. Пътуването за Гранадо свършва в Каракас, Венецуела, където той остава на работа, докато Че заминава за Маями и оттам за Буенос Айрес, за да завърши следването си.
По пътя за Мачу Пикчу високо в Андите, Че е силно впечатлен от ужасяващата бедност на отдалечените селски райони, където селскостопанските работници обработват малко парче земя, притежание на богати фермери. По-късно е трогнат от братското и приятелско отношение между членовете на колонията на болни от проказа. Записките, които Гевара прави по време на това пътуване, по-късно са публикувани под заглавието „Мотоциклетни дневници“ (Diarios de Motocicleta), а през 2004 година излиза и направен по тях филм, съвместно производство на САЩ и Аржентина.
Експедицията преминава през Аржентина, Чили, Перу, Еквадор, Колумбия, Венецуела, Панама и Маями преди завръщането в Буенос Айрес. Към края на пътуването Ернесто не вижда повече отделни нации, а Латинска Америка като едно цяло. Той мечтае за обединена, без граници, Испаноамерика. По време на тези пътувания той се сблъсква отблизо с мизерията, глада и болестите, а също така и неспособността на родителите да лекуват децата си поради липса на средства. По целия континент двамата с Гранадо стават свидетели на изключителна бедност и социална несправедливост. До голяма степен тези наблюдения, преживявания и впечатления формират бъдещия революционер Че Гевара и го убеждават, че единственият начин да помогне на тези хора е въоръжената борба.

#### Второ латиноамериканско пътешествие
През 1953 година Ернесто Гевара заедно с друг свой приятел от детските години, Карлос „Калика“ Ферер предприема второ международно пътешествие по Латинска Америка, като идеята е да стигне до Каракас, където го чака Алберто Гранадо.
Тръгват на 7 юли 1953 г. от Буенос Айрес с влак през Боливия. Прекарват няколко седмици в Ла Пас в процеса на революцията, започнала през 1952 година от Националистическото революционно движение. Тук се запознават с Рикардо Рохо, след което поемат за Пуно, Куско и Мачу Пикчу и достигат Лима. От Лима пътешествието продължава към Еквадор с автобус. Тук Гевара решава да поема за Гватемала, докато неговият приятел Калика се отправя директно за Каракас. Гевара остава няколко месеца в Панама, при тежки икономически условия, след което пресича Коста Рика и Никарагуа и пристига в Гватемала.
Тук остава девет месеца, но животът му е труден, сложен и противоречив, както личният, така и общественият. На 18 юни 1954 година в Гватемала е извършен преврат, последван от установяване на военна диктатура. Гевара пристига в Гватемала 7 месеца преди преврата и остава около два месеца след него. През този исторически период в страната се намират много имигранти, предимно от латиноамерикански страни, с различни политически убеждения, които са напуснали родината си, за да избегнат преследване. Малко след пристигането си той се запознава с Илда Гадеа, перуанска икономистка и политическа активистка. Запознава се и с Антонио „Нико“ Лопес, който всъщност му дава прякора Че. В края на май 1954 година заминава за Ел Салвадор за да си поднови визата, тъй като иска да посети развалините на маите в Чалчуапа и Киригуа. При завръщането си в Гватемала заварва коренно различна политическа обстановка. Илда е задържана и той се приютява в аржентинското посолство. През септември успява да избяга в Мексико, където остава малко повече от две години. Там той окончателно оформя своите политически възгледи.
През 1954 година Мексико е място, където намират убежище много политически дисиденти от цял свят. Мексико е привлекателно също така с уникалната си култура и с победата на първата социална революция – Мексиканската революция от 1910 – 1917 година. По това време тук работят световноизвестният художник Диего Ривера и кинозвездата Мария Феликс. В Мексико Гевара работи известно време като фотограф и като лекар. Малко след него в Мексико пристига и Илда. По това време Фидел Кастро е в затвор в Куба и излежава 10-годишна присъда заради атаката над казармите Монкада на 26 юли 1953 година. През май 1955 година след амнистия той, брат му Раул и още няколко участници в атаката са пуснати на свобода. Малко след това, на 12 юни същата година те основават Движението 26 юли.
През юни 1955 година Раул Кастро заминава за Мексико за да подготви пристигането на брат си, който пристига на 7 юли. Нико Лопес запознава Гевара с Раул, който от своя страна го запознава с Фидел. Две седмици по-късно, след дълъг разговор, последният предлага на Гевара да се включи в тяхната борба като медик и Че приема да стане член на Движението 26 юли. Заедно с други кубински бежанци те започват военна подготовка. Междувременно Илда му съобщава, че е бременна и те сключват брак на 18 август. Меденият месец прекарват като посещават руините на маите в Чиапас и Юкатан: Паленке, Чичен Ица и Ушмал. На 15 февруари 1956 година В Мексико се ражда неговата първа дъщеря.
В периода между 20 и 24 юни 1956 година Фидел Кастро, Раул Кастро и Ернесто Гевара са задържани от мексиканската полиция. При разпита последният заявява, че е комунист, че подготвя революция в Куба и че се предвижда въоръжена революционна борба в цяла Латинска Америка. Фидел Кастро е освободен на 24 юли, но освобождаването на Че Гевара се оказва по-трудно поради изтекла виза и самообявяването му за комунист. Кастро влиза в тайни преговори с мексиканските власти и в крайна сметка Гевара е освободен. На 25 ноември 1956 година 82 души напускат Мексико и заминават за Куба на яхтата „Гранма“.

### Кубинска революция
Първата стъпка в революционния план на Фидел Кастро е провеждане на атака над Куба, организирана от Мексико с помощта на яхтата Гранма, която закупува на старо. Пътуването отнема седем вместо пет дни и когато дебаркират в Куба на 2 декември, са посрещнати от военните части на Батиста. По-голямата част от 82-мата партизани са убити в престрелката или заловени и по-късно екзекутирани. Само около 20 души (по различни сведения между 18 и 22 души) успяват да се спасят и да се намерят седмици или месеци по-късно. В един момент Гевара трябва да направи бърз избор между медицинските си принадлежности и мунициите, изоставени от негов другар, понеже не може да носи и двете. Той избира мунициите, като по този начин символично преминава от позицията си на лекар към позицията на революционен боец. След три дни през блата и мангрови гори, ранен в унищожителното първо сражение при Алегрия де Пио, той успява да излезе жив от обръча, за да образува ядрото на въстаническата армия и започне партизанската война в планината Сиера Маестра.
Останалите живи бойци навлизат дълбоко в планината, където получават подкрепа от местните селяни и други групи партизани. До началото на 1957 година не се знае кои са оцелелите, докато Фидел Кастро не дава интервю пред Ню Йорк Таймс. Че Гевара по това време не присъства на интервюто. По-късно обаче той осъзнава важната роля на пресата в тяхната борба. Междувременно получава алергия от ухапвания от комари и по цялото му тяло се образуват големи и болезнени подутини. Провизиите са на свършване и духът на бойците е нисък. По-късно Ернесто си спомня за тези дни като за „най-болезнените дни на войната“.
Във войната Гевара става основен кадър на въстаническата армия и спечелва доверието на Кастро с компетентността си, търпението си и дипломатическите си качества. Гевара прави фабрики за изработка на гранати, строи пещи за печене на хляб, организира училища, за да обучава неграмотните да четат и пишат, обучава новите бойци във военни тактики и най-важното осигурява здравни клиники, дори издава вестник, за да информира общността. По това време (юли 1957 година) той е издигнат в чин майор (на испански: Comandante). Единственият друг с този чин е Фидел Кастро.
В същото време Че Гевара става известен и с грубостта, жестокостта и безпощадността си. Той разстрелва без съд и присъда всички предатели, информатори, дезертьори и шпиони. Като резултат от това започват да се страхуват от него. В своите дневници описва първата такава екзекуция на селянин, който признава че е приел пари – 10 000 песо, за да издава позицията на партизаните с цел да бъдат атакувани от въздуха и да бъдат изгаряни къщите на ятаците им. Застрелва го с един куршум от дясната страна на главата с 32-милиметров пистолет и научно описва пътя на куршума и пораженията.
В края на годината войната навлиза в решителната си фаза. През цялото това време в планинския лагер Гевара се опитва да издава списанието „Свободна Куба“ (Cuba Libre).
Въпреки че налага много строга дисциплина и е безкомпромисен, той вижда своята роля и като учител и в почивките чете на глас Робърт Луис Стивънсън, Мигел де Сервантес и различни испански поети. Кастро го описва като интелигентен и водач за пример с висок морал, но който поема прекалено много рискове и дори има склонност към безразсъдна смелост. Поведението на Че Гевара по време на битка буди възхищение дори в противника.

#### Радио Ребелде
Създава нелегалната радиостанция Радио Ребелде през февруари 1958 година, която има за цел да излъчва новини за кубинския народ и свързва различните поделения на партизаните, чийто брой започва да нараства постепенно. Идеята най-вероятно е взета от ЦРУ, които по подобен начин използват радиостанция от Хондурас, с която заглушават правителственото радио на Гватемала и разпространяват дезинформация и пропаганда, за да свалят правителството на Хакобо Арбенс Гусман.

#### Битка за Лас Мерседес
В края на юли 1958 г. Че Гевара играе важна и решителна роля в битката за Лас Мерседес, като спира 1500 души от силите на Батиста. По-късно американски военни дейци анализират тактиката му при тази битка и я окачествяват като блестяща. Идеята се състои в провеждане на неочаквани атаки срещу армията на Батиста и оттегляне преди армията да може да реагира и контраатакува. Гевара води своята колона на запад, към Хавана, пътувайки пеша в продължение на седем седмици, само през нощта, за да избягнат засади. Много често бойците са гладни. През декември 1958 година, само за няколко дни, отново с блестящи военни тактики той успява да превземе и установи контрол над всички останали провинции с изключение на Санта Клара.

#### Битка за Санта Клара
Последната решителна военна победа на революцията е битката за Санта Клара. Победата на малкия партизански отряд въпреки надмощието на противника (често 10:1) се счита от много специалисти за невероятна тактика и стратегия в модерната история на водене на военни действия. Радио Ребелде съобщава за победата на Че Гевара през новогодишната нощ на 31 декември срещу 1 януари 1959 година. Тези репортажи противоречат на националното радио на Куба, контролирано от правителството, което на определен етап от битката за града дори съобщава за смъртта на Че Гевара.
Партизанските отряди навлизат в града на 29 декември 1958 година по тъмно и заемат стратегически позиции за следващия ден. Помагат им местните жители, които правят барикади на улиците, за да затруднят танковете. Те също така повреждат железопътната линия, което на следващия ден води до дерайлирането на бронирания влак с боеприпаси, изпратен от Батиста. Гевара също така обгражда местния гарнизон. На 31 декември той успява да завземе целия град с изключение на военния гарнизон. Много от войниците на Батиста обаче нямат желание да се бият, а има и слухове за подкупването им. На 1 януари 1959 година Фулхенсио Батиста се качва на самолет в Хавана, напуска страната и заминава за Доминиканската република, като отнася със себе си $300 000 000 След като научават за бягството, войниците в гарнизона се предават. Това освобождава пътя към Хавана и войските на революционерите влизат триумфално в столицата само няколко дни по-късно и завземат крепостта Ла Кабаня.
Битката за Санта Клара ражда легендата Че Гевара. Тази му победа му създава репутация на военен гений, поставя го на престижни позиции и засилва влиянието му в политическия живот на Куба през следващите години. В Африка и Боливия обаче тези му умения не дават резултат и опитите му за революция там завършват с провал.

### В правителството на Куба
След завземане на властта е приет закон, според който се предвижда смъртна присъда за извършени тежки престъпления, свързани с режима на Батиста и за военни престъпници, заловени и съдени след победата на революцията. За изпълнението на този план Фидел Кастро назначава Че Гевара. Под негово ръководство в крепостта Ла Кабаня са съдени и избити множество хора, включително политически дисиденти. В някои случаи присъдата е разстрел. Въпреки че няма точни данни и съществуващите такива си противоречат, счита се, че няколкостотин души са екзекутирани по това време, като Че Гевара е отговорен лично за смъртта на 55 до 164 души. Според Free Society Project / Cuba Archive по заповед на Ернесто Гевара са извършени 216 убийства в цяла Куба в течение на 3 години, от които 164 в Ла Кабаня.

На 9 февруари 1959 година Ернесто „Че“ Гевара получава с президентски декрет кубинско гражданство. На 2 юни същата година се развежда с Илда Гадея и няколко месеца по-късно се жени за Алейда Марч като Раул Кастро е сред свидетелите. От този брак има 4 деца – 2 момчета и 2 момичета.
В качеството си на член на националното ръководство на Единната партия на социалистическата революция, заема различни държавни постове, като: президент на Националната банка (1959 г.) и министър на промишлеността (1961 – 1965). Ернесто Гевара изиграва значителна роля и за кубинската дипломация в периода 1959 – 1964 г. Прави дипломатическа обиколка в Азия и Африка, оглавява икономическа делегация в Съветския съюз, Китай и Северна Корея, представя Куба на конференция по икономическо планиране в Алжир, на 19-ата сесия на Общото събрание на ООН в Ню Йорк и на конференция на ООН по въпросите на търговията и развитието в Женева.
След Ла Кабаня и раздаването на правосъдие следващото важно мероприятие в програмата на Гевара е аграрната реформа. В реч, произнесена на 27 януари 1959 година, той определя социалната справедливост и преразпределението на земята като основни задачи на революцията. Само няколко месеца по-късно, на 17 май същата година, влиза в сила законът за аграрната реформа, който ограничава размера на селските стопанства до 1000 акра. Земята над този размер е национализирана и раздадена на дребни собственици или одържавена. Законът също така забранява захарните плантации да бъдат собственост на чужденци.
На 12 юни 1959 година Кастро изпраща Гевара на тримесечно посещение в разни страни, от 13 юни до 5 септември. Според някои това е тактически ход от страна на Фидел да отдалечи аржентинския революционер от кубинското правителство и да се разграничи от неговите марксистки идеи, за да не предизвиква гнева на САЩ и опозиционни сили. Гевара пътува из Африка, Европа и Азия, посещавайки Мароко, Судан, Египет, Сирия, Пакистан, Индия, Шри Ланка, Бирма, Тайланд, Индонезия, Цейлон, Япония, Югославия, Гърция, Испания, Сингапур и Хонг Конг. След посещението си в Хирошима той пише: „За да разбере човек как трябва да се бори за мир, е нужно да посети Хирошима“
| „Все още не съм намерил нито един надежден източник, който посочва случай, в който Че да е убил невинен. Тези, екзекутирани от Гевара, лично или по негова заповед, са осъдени за престъпления, които обикновено се наказват със смърт по време на война или непосредствено след нея: дезертьорство, предателство, изнасилване, мъчения или убийство. Трябва да отбележа, че моите изследвания продължиха пет години и включваха кубинци в изгнание, живеещи в Маями и други места по света, които са настроени против властта на Кастро.“ Джон Лий Андерсън, автор на Che Guevara: A Revolutionary Life |

След като се завръща в Куба през септември 1959 година, Че Гевара заварва различна ситуация, с политическа власт, съсредоточена в ръцете на Ф. Кастро. Аграрната реформа е в сила, но земята се иззема без парична компенсация. Зараждат се нови антикомунистически движения и протести, които заплашват да свалят режима на Кастро. На 7 октомври Ернесто Гевара е назначен за ръководител на Индустриалния департамент към Кубинския национален институт за аграрни реформи, а на 26 ноември за председател на Националната банка на Куба.
На 20 февруари 1960 година е създадено Централното управление по планирането, чийто инициатор е Че Гевара. Това слага началото на централизираната планова икономика на Куба. Че започва да национализира национални и чуждестранни предприятия и да организира доброволни трудови отряди. На 4 март 1960 година 2 експлозии разтърсват френския товароносач La Coubre в пристанището на Хавана, който е натоварен с муниции. Убити са 76 души, стотици са ранени. Самият Гевара се притичва да окаже първа помощ на жертвите. Кастро обвинява ЦРУ в акт на тероризъм и организира държавно погребение на следващия ден. Именно по време на това погребение Алберто Корда прави прочутата снимка на Че Гевара.
През същия месец Че Гевара завършва книгата си „Партизанската война“ (Guerra de guerrillas). Първото издание излиза в Хавана през месец май. Аграрната реформа е в пълна сила и под ръководството на Гевара е създадена 100 000-на милиция, която в началото подпомага правителството да упражни контрол над иззетата земя и след това да регулира преразпределението ̀и и установи кооперативните ферми. Конфискуваната земя представлява 480 000 акра, собственост на корпорации на САЩ. Като отговор на това американският президент Дуайт Айзенхауер драстично намалява вноса на кубинска захар. На 10 юли 1960 година Че Гевара говори на митинг пред около 100 000 работници и заклеймява „икономическата агресия“ на САЩ. През юли същата година Че Гевара излиза и с идеята за „новия социалистически тип човек“ (hombre nuevo socialista), който се изгражда на основата на социализма, сред чиито основни качества са хуманност, солидарност и доброволен труд. Самият Гевара всяка събота работи доброволно във фабриките или в строителството. Отказва да приеме каквито и да са привилегии за себе си или за семейството си.
| „Гевара беше като баща за мен... той ме образова и възпита. Научи ме да мисля. Научи ме на най-красивото нещо, а именно да бъдеш човек.“ Леонардо Тамайо, който воюва с Че в Куба и Боливия |

Наред с аграрната реформа, Че Гевара се заема и с образователната реформа, най-вече с разширяване на грамотността на населението. Преди 1959 година официалните статистики сочат, че грамотността за страната е между 60 % и 76 %. Основните причини за това са липсата на достъп до образователни програми в селските райони и липсата на квалифицирани преподаватели. 1961 година е обявена за година на образованието, изпратени са бригади да строят училища, създадени са програми за обучение на инструктори и учители, които след това са изпратени да учат жителите в отдалечените селски райони да четат и пишат. Тази инициатива се оказва пълен успех, нивото на грамотността се увеличава на 96%. Като част от образователната реформа Гевара иска да осигури универсален достъп до висше образование. За тази цел въвежда режим, наречен „позитивна дискриминация“, като по неговите думи с това слага край на традицията висшето образование да е привилегия само на бялата средна класа.
Освен президент на Националната банка, Гевара става и министър на промишлеността. Това го поставя в зенита на неговата политическа кариера и като ръководител на кубинската икономика. Тъй като няма много успешни търговски отношения със Запада, през октомври 1960 година пътува до страни от Източния блок – Китай, Чехословакия, ГДР и Съветския съюз, начело на кубинска търговска делегация, за да сключи договори за сътрудничество.

#### Операция в Залива на прасетата
На 17 април 1961 година 1400 кубински имигранти, преминали военна подготовка в САЩ, осъществяват инвазия в Залива на прасетата, известен още като Плая Хирон, но след няколкодневни боеве са отблъснати. Че Гевара не участва в тези битки. Причината за това е, че ден преди нахлуването военен кораб инсценира фалшива офанзива на западния бряг на Куба при Пинар дел Рио и Гевара заминава с военни сили нататък. Въпреки това историците му отдават заслуги за победата при Залива на прасетата. По онова време като директор във военното министерство отговаря за обучението на армията и милицията. Организира военната подготовка на 200 000 мъже и жени, която се оказва толкова успешна, че американците претърпяват пълно поражение.

#### Карибска криза
Карибската криза е най-острата международна криза по време на Студената война в отношенията между СССР и САЩ, възникнала във връзка с настаняването на съветски установки за балистични ракети в Куба. Кризата започва на 14 октомври 1962 г., когато американското разузнаване изнася данни пред американския президент Джон Кенеди, разкриващи стартови площадки на съветски атомни ракети на острова и завършва 13 дни по-късно на 28 октомври 1962 г., когато съветският лидер Никита Хрушчов обявява, че инсталациите ще бъдат демонтирани.
Гевара практически е архитектът на кубинско-съветските отношения и има огромна роля в доставянето на ядрените балистични ракети през октомври 1962 година. Няколко седмици след приключване на кризата той е все още ядосан, дори разгневен на това, което той нарича „съветско предателство“, и казва, че ако ракетите са били под кубински контрол, непременно са щели да бъдат използвани. Резултатите от кризата убеждават аржентинския революционер, че двете световни суперсили – СССР и САЩ, използват Куба като пионка в техните стратегически глобални игри. От този момент нататък той отрича руснаците почти толкова, колкото отрича и американците.
През юни 1963 г. Гевара изпраща група кубинци, за да организират партизански отряди в северните райони на Аржентина. По онова време завършва книгата си „Пътищата на революционната борба“ (Pasajes de la guerra revolucionaria). В края на годината пътува до Мали, Гвинея, Гвиана, Дахомей и Танзания.

#### Международни изяви
Към декември 1964 година Че Гевара е вече утвърден правителствен деятел с международна репутация. Той пътува до Ню Йорк като председател на кубинската делегация, за да изнесе реч пред Общото събрание на Организацията на обединените нации. На срещата той критикува Обединените нации за неспособността им да спрат апартейда в Южна Африка. Той се обръща с критика и към САЩ, и по-специално на така наречените закони на Джим Кроу, които са насочени към сегрегация и дискриминация на чернокожото население. Той също така говори за 200 милиона братя и сестри в Латинска Америка, които страдат от глад и експлоатация.
По-късно Гевара научава, че по време на това пребиваване е имало два неуспешни опита за покушение над него от страна на кубински имигранти – първият от Моли Гонсалес, която се опитва да пробие барикадите с ловен нож в ръка и вторият от Гийермо Ново с базука от лодка в Ийст Ривър.
Докато е в Ню Йорк, Ернесто Гевара се появява на вечерните неделни новини на CBS в програмата Face the Nation и се среща с редица известни личности, между които американският сенатор Йоджийн Маккарти и съратници на Малкълм Екс.
На 17 декември заминава за Париж, след което в продължение на 3 месеца посещава Китай, Обединената арабска република, Алжир, Гана, Гвинея, Мали, Бенин, Конго-Бразавил и Танзания, със спирания в Ирландия и Прага. В Алжир се среща за втори път с Бен Бела, лидер на Фронта за национално освобождение на Алжир и президент на страната от 1963 година.
По това време той пише известното си писмо „Социализмът и човекът в Куба“, където говори за ново съзнание, работно положение и ролята на индивида. Гевара посещава Мали, Бразавил, Демократична република Конго, Гвинея, Гана, Египет и Дахомей. В края на януари отново посещава Алжир и Париж, а през февруари Танзания. Последното му появяване на интернационална сцена, пред публика и изобщо в обществото е на 24 февруари 1965 година, когато изнася реч пред Втората африканско-азиатска среща за икономическа солидарност в Алжир. На този семинар той критикува Съветския съюз и когато се завръща в Куба на 14 март, не е посрещнат много ентусиазирано на летището в Хавана от Фидел и Раул Кастро и Карлос Рафаел Родригес. На 3 март се среща с конгоанските бунтовници. Малко по-късно тайно посещава и Пекин.
Само две седмици по-късно той изчезва от политическата сцена. Къде е Гевара по това време остава голяма загадка в Куба. Дотогава той е дясната ръка на Кастро и вторият по влияние човек в страната. За причините за изчезването има различни версии – поради провалилата се индустриализация, докато Гевара е министър на индустрията, поради натиск от страна на СССР върху Кастро заради различните по принцип икономически и идеологически възгледи на Че Гевара, или поради опасенията на Фидел Кастро, че Гевара става по-популярен и обичан от него. На 1 април 1965 година Ернесто Гевара пише прощални писма до децата си, родителите си и Фидел Кастро и официално се отказва от всички заемани от него постове в кубинското правителство и Националния фронт на Фидел. По-късно, на 8 октомври 1965 г., на учредителното събрание на Централния Комитет на Кубинската комунистическа партия Фидел Кастро прочита публично негово писмо, с което той се отказва и от кубинското си гражданство и постовете в армията. В писмото той заявява намерението си да напусне Куба, за да се бори за революционните каузи на други страни по света.
Съвпадението на възгледите на Гевара с тези на китайската комунистическа партия става все по-проблематично, защото икономиката на Куба зависи все повече и повече от СССР. Още по времето на Кубинската революция Гевара е считан за последовател на маоизма и прилагането му в Латинска Америка, както и за създател на плана за бърза индустриализация на Куба подобно на Големият скок напред в Китай. Фидел Кастро и Ернесто Гевара много често имат различни мнения по тези въпроси, като Кастро определено не подкрепя опозицията на Съветския съюз. След Карибската криза Гевара става много скептичен по отношение на Никита Хрушчов и политиката на СССР. Той също така застава на страната на Северен Виетнам по време на войната във Виетнам и дори призовава другите развиващи се страни да създадат „много Виетнами“.

### Опит за интернационализиране на революцията
Че Гевара подкрепя нови опити за създаване на партизански движения в други части на света, убеден, че само широката въоръжена борба в Латинска Америка, Азия и Африка би направила възможна победата над империализма. Гевара изразява открито несъгласие със стратегията на мирно съвместно съществуване, предложена от СССР и вижда себе си вече като участник в други революции.[източник? (Поискан преди 23 дни)]
От момента, в който кубинската революция побеждава, Че започва организиране и насърчаване на Латинска Америка към партизанско движение, подчертавайки, че трябва такова в Гватемала, Никарагуа, Перу, Колумбия, Венецуела и Аржентина. Всички те обаче са неуспешни, въпреки че в някои отделни случаи полагат основите на бъдещото партизанско движение, например Сандинисткият фронт за национално освобождение в Никарагуа и Тупамарос в Уругвай. Това води до сериозна конфронтация на Че Гевара с комунистическите партии от Латинска Америка, които по принцип не одобряват общата стратегия на въоръжена борба, която той предлага.
Гевара иска искрено и горещо да започне въоръжената борба в родната си страна. В 1963 г., след задълбочено обучение в Куба, той изпраща партизанска група в Аржентина. Групата се установява в провинция Салта под името Народна партизанска армия с подкрепа в Боливия, Кордоба и Буенос Айрес. След изпращане на писмо до демократичния президент Артуро Умберто Илия, в което се обявява решението за започване на въоръжена борба, групата среща различни усложнения, които довеждат до пълен колапс през 1964 година. Някои от членовете умират в боеве, други са задържани или изчезват в джунглата без следа.
Неуспехът в Аржентина го кара да направи оценка на възможността за участие на други места в Латинска Америка и изобщо в чужбина. В това отношение Африка се оказва подходяща възможност.

#### Демократична република Конго
През 1965 г. Гевара отива в Африка, за да предложи своите знания и опит като партизанин на участниците в продължаващия конфликт в Конго. Той смята, че Африка е слабото място на империализма и затова е с огромен революционен потенциал. Египетският президент Гамал Абдел Насър, който е в братски отношения с Че, датиращи от посещението му през 1959 г. намира плановете на Гевара да се бори в Конго като „неразумни“ и го предупреждава, че ще се превърне в подобна на Тарзан фигура, обречена на провал. Въпреки предупреждението, Ернесто Гевара пътува до Конго под псевдонима Рамон Бенитес. Гевара, вторият по ранг Виктор Дрек и 12 други кубинци пристигат в Конго на 24 април 1965 г. и скоро след това към тях се присъединява контингент от около 100 афро-кубинци. Те си сътрудничат за известно време с партизанския лидер Лоран-Дезире Кабила, като в продължение на седем месеца преводачът му от суахили му се възхищава и твърди, че Гевара „показва същото отношение към чернокожите, както към белите“. Обаче скоро Гевара се разочарова от дисциплината на войските на Кабила и прекъсва отношенията си с него.
Като допълнителна пречка, бели южноафрикански наемници, водени от Майк Хоар заедно с кубински изгнаници, ЦРУ и националната армия на Конго се опитват да осуетят замислите на Гевара. Те са в състояние да следят неговите комуникации, така че предварително обезсмислят атаките и пресичат снабдителните му линии. Въпреки че Че Гевара се опитва да скрие присъствието си в Конго, правителството на САЩ е наясно с местонахождението му и дейността му. Националната агенция за сигурност прихваща всичките входящи и изходящи предавания.
Целта на Гевара е износ на революция, като обучава местните бойци в марксистката идеология и стратегиите на партизанската война. В своя „Конгоански Дневник“ той се позовава на некомпетентността, необучеността и отчасти на недисциплинираността като основни причини за неуспеха на въстанието. По-късно същата година на 20 ноември 1965 г., в лошо здраве, с дизентерия, страдащ от остра астма и обезсърчен, след седем месеца на отчаяние и разочарование, Гевара напуска Конго с кубинските изгнаници (шест от 12-те члена на неговата колона умират). В един момент Гевара взима решение да изпрати ранените обратно в Куба и да остане сам в Конго до смъртта си като революционен пример, но след призива на другарите си и разговора с двама пратеници на Кастро, в последния момент той неохотно се съгласява да напусне Африка. Когато говори за опита си в Конго няколко месеца по-късно, Гевара обявява, че е напуснал, а не е останал да се бие до смърт защото лидерите са корумпирани, бойците – мързеливи и без желание да се бият. Той също така заявява, че е невъзможно да се освободи страна, в която никой не иска да се бие. Няколко седмици по-късно, когато пише предговора към дневника си, той започва с: „Това е историята на един провал.“

Гевара не е склонен да се завърне в Куба, защото Кастро вече е направил обществено достояние неговото прощално писмо, предназначено по принцип да се отвори само в случай на неговата смърт и в което той заявява, че е преустановил всички връзки с цел да се посвети на революцията по целия свят. В резултат на това прекарва следващите шест месеца нелегално в Дар ес Салам и Прага. През това време пише мемоарите си от опита в Конго, и съставя проектите на още две книги, една по философия и друга по икономика. След това посещава няколко страни от Западна Европа за да провери новите си фалшиви документи за самоличност, създадени от кубинското разузнаване за неговото по-късно пътуване до Южна Америка. Преди да замине за Боливия, той тайно пътува обратно в Куба да посети Кастро, както и жена си и петте си деца. Той пише прощално писмо до децата си, което трябва да се отвори след неговата смърт и което приключва с думите: 
| „ | „Преди всичко, винаги бъдете в състояние да чувствате дълбоко всяка несправедливост, извършена срещу всеки, навсякъде по света. Това е най-прекрасното качество на един революционер.“ | “ |

#### Боливия
През март и юни 1966 година Че Гевара пътува до Уругвай, Бразилия, Парагвай, Аржентина и Боливия. В 1966 година Боливия се управлява от военна диктатура начело с генерал Рене Бариентос Ортуньо, който сваля избрания за президент Виктор Пас Естенсоро с преврата от 4 ноември 1964 година и слага край на революцията от 1952 г.
По искане на Кастро, Комунистическата партия на Боливия купува земя в джунглата, в отдалечените планински райони, която да служи като тренировъчен лагер. Гевара пристига там на 7 ноември 1966 година, денят, в който започва своя „Боливийски дневник“. Преди това преоблечен като свещеник, отива да се срещне с Хуан Перон, заточен в Мадрид, но опитите да получи подкрепата на перонистите е безуспешен.
Преди да замине за Боливия, Гевара променя външния си вид, като бръсне брадата си и част от косата си, а останалата посивява, за да изглежда по-възрастен и неразпознаваем. На 3 ноември 1966 година той тайно пристига в Ла Пас с полет от Монтевидео, Уругвай под името Адолфо Мена Гонсалес, уругвайски бизнесмен.
В групата му са 47 партизани, които приемат името Армия за национално освобождение (Ejército de Liberación Nacional, накратко ELN), мнозинството, по-точно 26 са боливийци, но има и 16 кубинци от най-близкия кръг на Гевара, както и трима перуанци и двама аржентинци. Той има и групи за подкрепа в градските райони, но почти нищо не е направено, за да се създаде армия от истински партизани с подкрепата на местното селско население.
Първият базов лагер се установява в отдалечения район Нанкауазу. Подготовката не протича по план, крие опасности и малко е направено по съставянето на партизанска армия. Към края на 1966 към тях се присъединява Таня партизанката, която дотогава осъществява връзка с градските групи в Боливия и радиовръзка с Куба и за която се предполага, че е служила и като агент на ЩАЗИ и КГБ Въпреки премеждията, 47-те партизани на Гевара са добре екипирани и бележат няколко победи през пролетта и лятото на 1967 година. На 9 март 1967 г. двама дезертьори дават сведения за лагера на боливийското правителство. Това дава повод на правителствените сили да искат съдействието на САЩ и съседните страни. По показанията на дезертьорите ЦРУ открива лагера и по направените снимки идентифицира Че. Партизаните са принудени да напуснат лагера, за да избегнат обсадата на боливийската армия. На 23 март те постигат и първата си победа, защото редовната армия няма опит в тези планински терени. Партизаните обаче нямат вече редовна радиовръзка с Хавана, поддържана преди това от Таня. Доставените предаватели са дефектни, липсва организация и някои историци подозират саботаж. Гевара дава първа медицинска помощ на ранените боливийски войници, след което ги освобождава.
Гевара разделя силите си на 17 април на две групи, за да могат да изпращат съобщения до Куба и аржентинските комунисти. Хуан Акуня (Хоакин) е поставен от Гевара за командир на втората колона. Три дни по-късно двете групи не могат да се намерят на уреченото място, защото Акуня поема по различен маршрут поради близостта на боливийската армия. При липса на друга уговорка за среща и на алтернативни средства за свръзка между тях те повече не се срещат.
По това време Ернесто Гевара пише послание към народите на света, прочетено по време на срещата на трите континента (Азия, Африка и Латинска Америка) в Куба, в което той изразява най-радикалните си твърдения: предлага глобална отворена война срещу САЩ, като приканва за създаването на „два, три... много Виетнами“.
На 20 април са заловени двама от партизаните – Сиро Бустос и Режи Дебре (французин). И двамата са измъчвани от правителствените сили и предоставят информация, с която се потвърждава присъствието на Гевара в Боливия. Те се споразумяват с ЦРУ след изтезанията и по всяка вероятност (макар да няма писмени доказателства) предоставят чертежи и информация, с които правят възможно залавянето на Че Гевара по-късно. И двамата по-късно живеят в изгнание.
Гевара смята, че насреща му е само боливийската армия, която е зле обучена и зле екипирана. Но правителството на САЩ след като научава местоположението му, изпраща на помощ агенти на ЦРУ. и специални части. През май армията арестува селяни, заподозрени в подпомагане на партизаните и иззема от всички околни болници лекарствата срещу астма.
Много битки се водят през лятото. На 1 август са изпратени двама агенти на ЦРУ, американци от кубински произход, за да засилят издирването. Това са Густаво Вийолдо и Феликс Родригес, които участват в инвазията в Залива на свинете. На 31 август колоната на Акуня, в която е и Таня, е нападната, докато пресича реката и унищожена. Жив остава само Реституто Кабрера, но по-късно, на 4 септември е заловен и екзекутиран.
През септември е предприета масова атака срещу партизаните от страна на боливийската армия, която успява да унищожи още една група. Последният контакт с градската част на ELN е осъществен на 15 септември. Последният член на тайните служби на Куба ненадейно и необяснимо напуска. За разлика от Конго, в Боливия не е направен нито един опит от страна на Куба за спасяване или помощ на Че Гевара. Изолирани, физически изтощени, без вода за пиене и храна, партизаните понякога трябва да носят своя водач, който страда от ужасни пристъпи на астма. Пътят им е пресечен от реката Рио Гранде, затова групата е принудена да се изкачи в планините в малкото селце Ла Игера, където в засада загиват трима души на 26 септември. Останалите живи 17 души се оттеглят и на 7 октомври тръгват отново към Рио Гранде.
На 8 октомври е битката при местността Кебрада де Юро, близо до град Вайегранде, Боливия, където раненият Гевара попада в плен.

### Залавяне и смърт
| „Нямаше друг човек, от когото ЦРУ да се страхува повече, отколкото от Че Гевара, защото той имаше потенциал и чар да направлява опозиционната борба срещу политическата репресия на традиционните йерархии на власт в страните от Латинска Америка.“ Филип Ейджи. агент на ЦРУ, по-късно имигрирал в Куба |

При залавянето раненият на две места Гевара, чийто пистолет е станал напълно негоден за употреба, се провиква: „Не стреляйте! Аз съм Че Гевара и струвам много повече жив, отколкото мъртъв.“
Той е вързан и закаран в кирпиченото училище на близкото село Ла Игера в нощта на 8 октомври. През първата половина на следващия ден отказва да бъде разпитван от боливийските офицери и разговаря само с боливийските войници. Един от тези боливийски войници, пилотът на хеликоптер Хайме Ниньо де Гусман, описва външността на Че като „ужасна“. Според него Гевара има огнестрелна рана в десния прасец, косата му е сплъстена от мръсотия, дрехите му са скъсани, а ходилата му са покрити с необработени кожи. Въпреки посърналия външен вид, според него Гевара се държи с високо вдигната глава, гледа всеки в очите и единственото нещо, за което моли, е тютюн за пушене. Гусман му дава тютюн и лула.
По-късно през нощта на 8 октомври Гевара, въпреки че е с вързани ръце, успява да отблъсне боливийския офицер Еспиноса и го запраща в стената, след като последният се опитва да грабне лулата от устата му и да я запази за сувенир. В друг акт на неподчинение и незачитане Гевара се изплюва в лицето на боливийския генерал Угартече малко преди екзекуцията.
На следващата сутрин, на 9 октомври, Ернесто Гевара пожелава да види учителката на селото, 22-годишната Хулия Кортес. Тя по-късно го описва като „приятен мъж с мек и ироничен поглед“ и заявява, че е много трудно човек да го гледа в очите, защото неговият поглед е „непоносим, пронизващ и напълно спокоен.“ По време на краткия им разговор става въпрос за окаяното състояние на училището и контраста с мерцедесите, които правителствените служители карат.
По-късно същата сутрин на 9 октомври боливийският президент Рене Бариентос издава заповед Гевара да бъде убит. Заповедта е дадена най-вече по настояване на Феликс Родригес, въпреки желанието на правителството на САЩ Гевара да бъде разпитан в Панама. Палачът е Марио Теран, сержант от боливийската армия, който сам доброволно изявява желание да застреля Гевара като отмъщение за тримата му приятели, убити в престрелка с партизанската група на Че Гевара. Не се знае точната причина за незабавното убийство на аржентинския революционер, но се предполага, че ЦРУ се бои от възможността за неговото бягство от затвора и иска да избегне драмата на едно съдебно дело.
Мигове преди екзекуцията, боливийски войник го пита дали мисли за собственото си безсмъртие. „Не“, отговоря той: „Мисля за безсмъртието на революцията.“ Когато сержант Теран влиза в колибата, Че Гевара му казва: „Знам, че си дошъл да ме убиеш. Стреляй, страхливецо! Ще убиеш само човек!“ Теран се колебае за миг, след което открива огън с полуавтоматична пушка и го ранява в ръцете и краката. Гевара се гърчи и превива на земята, очевидно захапвайки една от китките си, за да не извика от болка. След това палачът му стреля още няколко пъти и го ранява смъртоносно в гърдите в 13:10 часа. Гевара е прострелян общо девет пъти – пет пъти в краката, в дясното рамо и ръката, веднъж в гърдите и накрая в гърлото.
Месеци по-рано, по време на последната си публична декларация на Конференцията на трите континента, той пише собствената си епитафия: „Където и да ни изненада смъртта, нека е добре дошла, но при условие, че този наш боен вик ще достигне нечие възприемчиво ухо и една друга ръка ще се протегне да овладее нашите оръжия.“

### Пренасяне на останките и мемориал
Вечерта на 9 октомври тялото на Че Гевара е пренесено с хеликоптер във Вайегранде и изложено в пералнята на болницата „Нуестро Сеньор де Малта“, където остава на обществен показ през този и през следващия ден, с много формалдехид, за да се предотврати разлагането му.
Идват стотици хора (войници, заселници и любопитни журналисти), за да видят тялото. Има много снимки от онези моменти, когато Гевара изглежда с отворени очи. Монахините в болницата и жени от града отбелязват приликата му с Исус Христос и отрязват кичури коса, за да ги запазят като талисмани.
Има няколко версии за съдбата на трупа. Генерал Хуан Хосе Торес заявява, че тялото е кремирано, но генерал Алфредо Овандо твърди обратното. Реално е имало вероятност за кремиране на трупа, но е решено то да не се състои, тъй като първо във Вайегранде няма крематориум и второ това е незаконно в Боливия, а също и за да се избегне евентуалната негативна реакция на населението. Друга версия е, че тялото на Гевара е погребано в ранното утро на 11 октомври от подполковник Селич, на различно място от това, където са погребани останалите шест партизани.
След екзекуцията, Родригес взима няколко лични вещи на Гевара, включително ръчен часовник Ролекс, който той продължава да носи години наред по-късно, като често го показва пред репортери. Днес някои от тези вещи, включително джобното фенерче, са изложени в ЦРУ. След като военният лекар ампутира ръцете до китките, офицери от боливийската армия прехвърлят тялото на Гевара на неизвестно място и отказват да разкрият съдбата му. Ръцете са запазени във формалдехид, като доказателство за смъртта му и за да бъдат изпратени в Буенос Айрес за идентификация по отпечатъците от пръстите. Аржентинската полиция има досие на Че Гевара с неговите отпечатъци. Те по-късно са изпратени в Куба.
На 15 октомври, Фидел Кастро признава, че Че Гевара е мъртъв и провъзгласява три дни на обществен траур на целия остров. На 18 октомври, Кастро говори пред един милион опечалени в Хавана за характера на Гевара като революционер. Още същата година кубинското правителство започва разследване и опит да намери останките на Че.
В края на 1995 г. пенсионираният боливийски генерал Марио Варгас разкрива на Джон Лий Андерсън, автор на книгата „Че Гевара: Революционен живот“, мястото, където е погребан Ернесто. Започва международна надпревара за намиране на останките, което продължава повече от година. През юли 1997 г. екип от кубински геолози и аржентински съдебни антрополози откриват скелетите на седем тела в два масови гроба, включително и един на човек с ампутирани ръце. Боливийски държавни служители в Министерството на вътрешните работи по-късно идентифицират тялото на Гевара по зъбите, които по техните думи „напълно съвпадат“ с отливка, направена на зъбите му в Куба преди конгоанската експедиция. Аржентинският съдебен антрополог Алехандро Инчауреги намира в скрит джоб на синьо яке до трупа малка торбичка за тютюн за лула. Нино де Гусман, пилотът на хеликоптера, който дава на Че тази торбичка с тютюн, по-късно отбеляза, че е имал сериозни съмнения, че кубинците ще намерят стари кости и ще ги нарочат, че са на Че Гевара, но след като чува за торбичката за тютюн, пилотът спира да се съмнява. На 17 октомври 1997 г. останките на Гевара, заедно с тези на шестте негови колеги бойци, са положени с военни почести в специално изградения мавзолей на Че Гевара в кубинския град Санта Клара, където той завоюва решаващата военна победа на кубинската революция.
При залавянето му са намерени и дневник, писан на ръка, с 30 000 думи в него, колекция от личната му поезия и кратка история на млад комунист партизанин, който се научава да преодолява страховете си. Дневникът му документира събитията на партизанската кампания в Боливия от първото влизане на 7 ноември 1966 г. Последната дата е 7 октомври 1967 г., един ден преди залавянето му. Дневникът разказва как партизаните са били принудени да започнат действията си преждевременно, поради разкритието им от боливийската армия, обяснява решението на Гевара да раздели колоната на два отделни отряда, които впоследствие не успяват да установят контакт и описва цялостната им неуспешна дейност. Той също така записва разрива с Комунистическата партия на Боливия, в резултат на което получава значително по-малко войници, отколкото се е очаквало първоначално и разказва, че е било много трудно набирането на хора от местното население. Към края Че Гевара е много болен, страда от все по-влошаващи се пристъпи на астма и повечето от последните му офанзиви са извършени с надеждата да намери лекарства.
Дневникът е бързо и грубо преведен и циркулира по целия свят. Съществуват поне още 4 дневника, като всеки от тях разкрива различни и допълнителни аспекти на събитията. През юли 2008 г. боливийското правителство на Ево Моралес разкрива по-рано запечатани дневници, състоящи се от три оръфани тетрадки и няколко черно-бели фотографии. Заместник-министърът на културата, Пабло Гру заявява, че има планове да публикуване на снимките на всяка ръкописна страница. Междувременно, през август 2009 г. антрополози, работещи за Министерството на правосъдието на Боливия откриват гробовете на пет от колегите партизани на Гевара в близост на град Теопонте.

## Наследство
Още докато снимки на мъртвото тяло на Гевара се разпространяват и обстоятелствата около смъртта му се изясняват, легендата за него започва да се ражда. Демонстрации в знак на протест срещу екзекуцията му се появяват сред левите среди в целия свят, статии, панорами, песни и стихотворения са написани за живота и смъртта му. Още тогава става ясно, че поне в средите на комунистите Че Гевара ще бъде издигнат като жертва на империализма, най-чистият и достоен за подражание революционер, срещнал геройски смъртта си. По-късно се отбелязва, че една от най-големите грешки, които американското правителство прави е създаването и разпространяването на снимките на трупа на Че Гевара. Приликите му с мъртвия Христос отекват в сърцата на вярващите революционери. Снимките са оприличавани и на картината на Андреа Мантеня „Оплакването на мъртвия Христос“.[източник? (Поискан преди 14 дни)] Така определянето на Гевара като съвременен светец, човек, който рискува живота си два пъти в страни, които не са негови собствени, който създава представата за новия човек, управляван от морални, а не материални подбуди, изведнъж се оказва по-силно дори от идеологията на Маркс.
През 1968 г., в Италия, където се появяват нов вид римокатолически милитанти, в кръга на Жак Маритен е отслужена специална литургия, мемориал в чест на Че Гевара, като католически богослужения са държани за него в няколко други страни. В допълнение, в Бразилия започват да се разпространяват копия от снимка на мъртвия Че с надписа „Светецът на нашето време“, докато леви италиански студенти подемат подобна кампания, като го кръщават „Ангел на мира“ (Angela della Pace).
Независимо от неуспехите, които Че Гевара претърпява и заобикалящите го противоречия, независимост от остаряването на неговите методи и идеология, ореолът на месиански образ, със символични и религиозни качества, продължава да вдъхновява мнозина леви радикали.[източник? (Поискан преди 23 дни)]

### Символ на бунта и контракултурата
Още приживе името на Че Гевара става легендарно сред комунистите по цял свят, а образът му (най-вече благодарение на фотографията, направена от личния фотограф на Фидел Кастро Алберто Корда по време на погребение през 1960 година) – един от най-разпознаваемите. Смъртта му го прави изключително популярен по цял свят и го превръща в универсален символ на революционните движения, контракултурата и бунта срещу социалните неправди. Името и делата му са предмет на много спорове, противоречия и страсти.
Наследството му се преосмисля постоянно във въображението на различните поколения. Като символ на контрадвиженията в световен мащаб, Гевара е един от най-разпознаваемите и влиятелни революционни дейци на ХХ век. Въпреки това, противоположни мнения за това кой е той и какво представлява продължават да заобикалят неговата личност. Той е разглеждан в цялата гама – от героичен защитник на бедните до хладнокръвен палач, от почитан герой и модел за подражание, до масов убиец и престъпник. Образът му често е представян в романтична светлина като блестящ интелектуалец или като идеолог на насилието.[източник? (Поискан преди 23 дни)]
| „За него нямаха значение ни съд, ни следствие. Той веднага започваше да разстрелва, защото беше човек без сърце. Появяването на Гевара в Куба е най-лошото, което можеше да ѝ се случи. Той е далече от това, което мислят за него.“ Хуанита, сестра на Фидел и Раул Кастро в биографичната си книга „Фидел и Раул, моите братя. Тайната история“ |

Експерти считат, че епохата след смъртта на Че Гевара и засилващите се отрицателни настроения срещу външната политика на САЩ са съществени предпоставки за превръщането на аржентинския революционер в идол на няколко поколения. Наричат го последният революционер романтик, а името му е синоним на бунтарски и революционен дух. Че Гевара може да се нарече последният от поколението революционери, който е предпочел да рискува всичко и да загине за идеалите си, вместо да се задоволи със своето лично щастие и благоденствие.[източник? (Поискан преди 23 дни)]
Целият цивилизован свят и антикомунистически среди в Третия свят, както и кубинци в изгнание от режима на Кастро, сред които е и актьорът Анди Гарсия, считат Ернесто Че Гевара за терорист и убиец. Във филма си „Загубеният град“ Анди Гарсия представя Ернесто Гевара като безскрупулен и хладнокръвен убиец. Гевара е обвиняван в организирането и извършването на убийства на политически опоненти в крепостта Ла Кабаня, считан е за демагог, обикновен садист, който получава удоволствие от убийствата и бива определян като „изключително успешна измислица на световната левица“. Тези среди изказват опасения, че култът към Гевара опетнява делото на дисидентите и че личността му се представя в идеалистична и романтична светлина, без да се имат предвид неговата идеология и политическа кариера.[източник? (Поискан преди 23 дни)]
За много хора той е символ на непрестанното противопоставяне на народните маси в страните от Латинска Америка и Африка срещу техните подтисници и на борбата за социално равенство и социална справедливост. Наричат го последният революционер романтик. Името му е станало синоним на бунтарски и революционен дух. Паметно е неговото пълно отхвърляне на охолството (осигурено му от политическата му позиция в следреволюционна Куба) в полза на преследване на идеала за промяна на начина, по който се управляват държавите не само в Латинска Америка, но и по целия свят.[източник? (Поискан преди 23 дни)]
Приживе Че Гевара печели симпатиите дори и на представители на капиталистическия лагер:
| „                                                                                       | Той е способен и трудолюбив човек и е може би най-компетентният и най-трезво мислещият в управляващите среди. Този брадат аржентинец с характерната му военна униформа и ирландски чар предизвиква съществено впечатление у много жени и мъже. До 1964 г. той е навярно най-влиятелният човек в Куба след Фидел Кастро. | “ |
| доклад на британското външно министерство за най-влиятелните личности в Куба от 1967 г. | |   |

Гевара, който е описван като „рок-герой революционер велосипедист“, „мъченик на идеализма“ и „Джеймс Дийн в униформа“ се превръща в мощен светски символ на бунта и революцията по време на световните левичарски студентски протести от края на 1960-те. В преминаването на Че Гевара от комфорта на средната класа към работническата класа и дългата му рошава коса се отразяват стремежите и вижданията на поколението от Уудсток при техните протести срещу войната във Виетнам.
В допълнение, по-радикалните леви активисти споделят очевидното безразличие на Гевара към награди и слава, и се съгласяват с него относно насилието като необходимост за внушаване на социалистическите идеали. Черните пантери правят своя запазена марка носенето на черна барета, подобно на Че, а арабските партизани започват да назовават бойни операции в негова чест.

### Съвременни възприятия
Над 50 години след смъртта на Ернесто Гевара, оценките на личността и на дейността му в съвременния свят са все още изпълнени с много противоречия и спорове. През 1999 г. авторитетното американско списание „Тайм“ определя Гевара като една от стоте влиятелни личности на ХХ век. В същия списък присъстват и Мао Дзе Дун, и безименните студенти, убити на площад „Тиенанмън“, и др. В същия брой на Тайм излиза и статия от есеистката Нанси Гибс под заглавие: „Необходимото зло“, в която се твърди: „Злото може да е мощна сила, съблазнителна идея, но дали е по-мощно от гения, креативност, смелост или щедрост?“.  Самият Гевара никога не се е самоопределя като социалист или комунист, а по-скоро като революционер и идеалист, борец за равноправие на народите. Първоначално се увлича по марксизма, но по-късно решава, че идеите на Маркс са остарели. Според него главното противоречие не е труд-капитал, а север-юг, или богати-бедни страни.
Жан-Пол Сартр описва Гевара като „най-завършеният човек на нашата епоха“. Триша Зиф, режисьор на документалния филм от 2008 година „Чеволюция“ (Chevolution), отбелязва, че значението на Че Гевара в наше време е не толкова за човека и неговата специфична история, а много повече за идеалите за създаването на едно по-добро общество.
През 2013 г. дневникът и писмата на революционера са включени в документалното наследство на ЮНЕСКО.

### В киното
- El 'Che' Guevara (1968 г.), Италия, режисьор: Паоло Хеуш, в ролите: Джон Айрленд, Франсиско Рабал, Сюзана Мартинкова[123]
- „Че“ (2008 г.), Испания, Франция и САЩ
- „Чеволюция“ (2008 г.), документален
- „Че Гевара, лицето на свободата“ (2004 г.), биографичен

### Че на български
- Гевара, Ернесто Че. Мисля за безсмъртието на революцията....   София, Партиздат, 1981. с. 578. (на български)
- Гевара, Ернесто Че. Мотоциклетни дневници.   София, Асеневци, 2022. ISBN 9786197586718. с. 254. (на български)
- Гевара, Че. Че Гевара.   София, Рива, без дата. ISBN 9789543202225. с. 175. (на български)
- Фонтова, Умберто. Истинският Че Гевара.   София, Мак, 2007. ISBN 9789548585040. с. 228. (на български)

### На други езици
- Anderson, Jon Lee. Che Guevara: A Revolutionary Life.   New York, Grove Press, 1997. ISBN 0-8021-1600-0.
- Castañeda, Jorge G. Che Guevara: Compañero.   New York, Random House, 1998. ISBN 0-679-75940-9.
- Kellner, Douglas. Ernesto „Che“ Guevara (World Leaders Past & Present).   Chelsea House Publishers (Library Binding edition), 1989. ISBN 1555468357. с. 112.
- Che Guevara E. Obras. 1957 – 1967. Vol. I—II. La Habana, 1970
- Che Guevara E. Escritos y discursos. T. 1 – 9. La Habana: Editorial de Ciencias Sociales, 1977